# Fahrkartenkontrolle
Durch Fahrkartenkontrolle, in der Schweiz Billetkontrolle, soll sichergestellt werden, dass Personen, die ein öffentliches Verkehrsmittel benutzen, eine gültige Fahrkarte besitzen und das für ihre Beförderung verlangte Entgelt bezahlt haben. So genannte Schwarzfahrer, die bei dieser Kontrolle auffallen, können zivilrechtlich und strafrechtlich verfolgt werden.
Obwohl die beförderte Person häufig als Fahrgast bezeichnet wird, soll sie bei einer Kontrolle daraus nicht ableiten, sie sei zur Fahrt eingeladen; daher wird in Beförderungsbedingungen stattdessen der Begriff Reisender verwendet. Vermieden wird in offiziellen Texten auch der Begriff Schwarzfahrer.

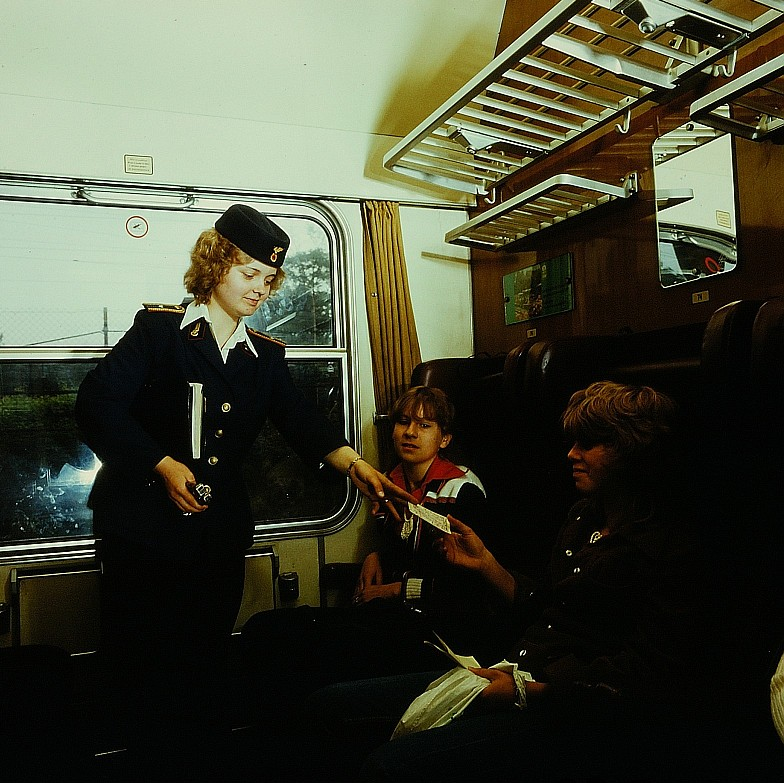
Fahrkartenkontrolle (DDR 1985)

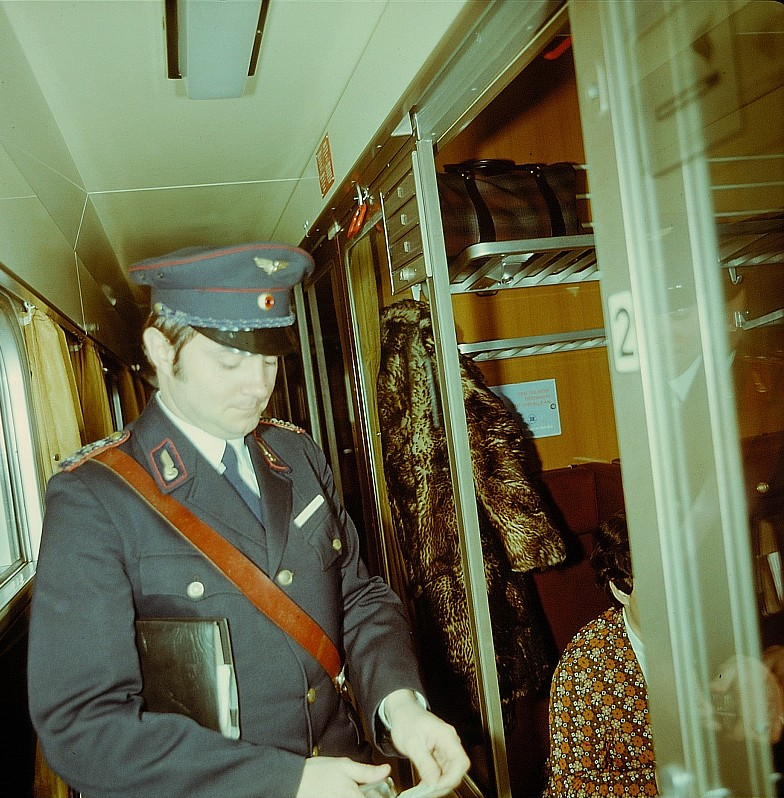
Fahrkartenentwertung

Die Kontrollmechanismen sind bei der Fahrkartenkontrolle teilweise dieselben wie bei der Kontrolle von Eintrittskarten.

## Art der Kontrolle
Unterschiedliche Arten der Kontrolle lassen sich durch ihren Zeitpunkt charakterisieren wie auch danach, ob sie regelmäßig oder stichprobenartig durchgeführt werden. Im Folgenden werden die möglichen Zeitpunkte betrachtet.

### Vor dem Betreten des Verkehrsmittels
Besondere Kontrollen sind nicht nötig, wenn beim Betreten des Verkehrsmittels eine Fahrkarte gekauft werden muss und der Umfang der zu erbringenden Beförderungsleistung zu diesem Zeitpunkt feststeht, etwa weil das Verkehrsmittel nur eine feste Strecke fährt, wie eine Bergbahn mit einer Berg- und einer Talstation. Das Verkaufen oder Kontrollieren der Fahrkarte beim Betreten ist auch sonst effektiv, wenn im Verhältnis zur Fahrzeit nur selten Fahrgäste zusteigen können, wie in einen Fern- oder Reisebus (im Gegensatz zum innerörtlichen Linienbus). 

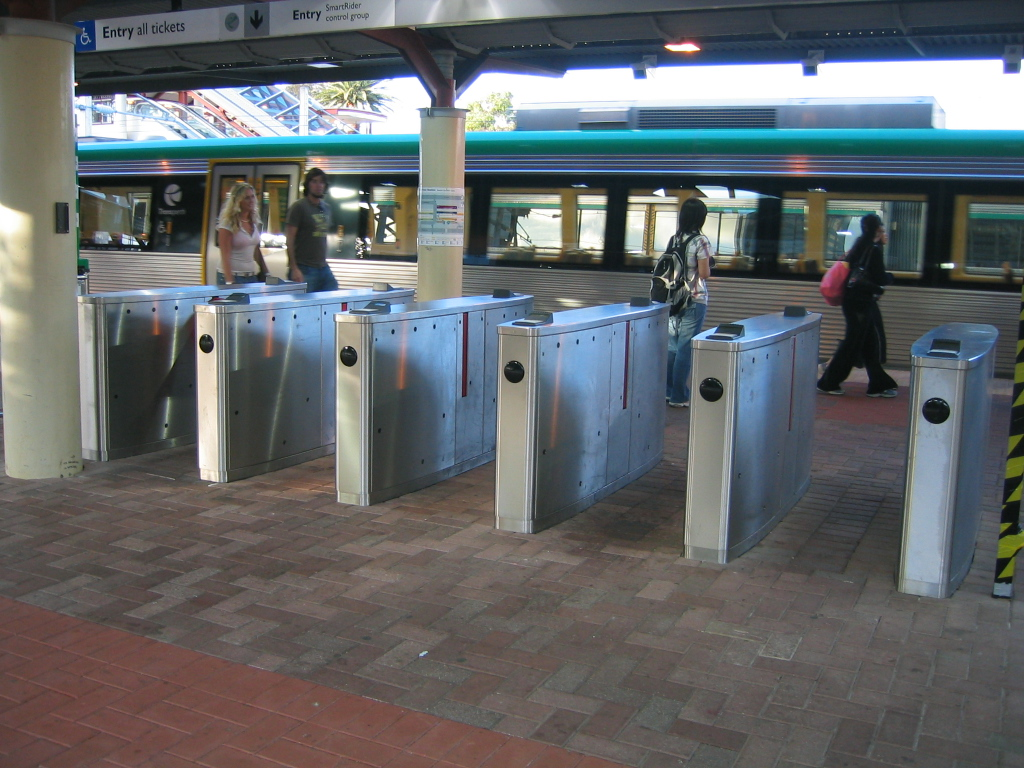
Automatische Bahnsteigsperre

Um bei vielen Einstiegspunkten noch wirtschaftlich zu sein, können Kontrollen vor dem Betreten des Verkehrsmittels automatisiert werden. Hierfür gibt es z. B. automatische Bahnsteigsperren (Zugangsautomaten) vor dem U-Bahnsteig, die eine Person durchlassen, nachdem diese die Fahrkarte eingeführt (und zurückerhalten) hat. Solche Anlagen können allerdings je nach Ausführung umgangen werden (turnstile jumping), was im Sinne der Kontrolle zu einer Verfolgung des Täters führen müsste; außerdem eignen sie sich nicht für mehrere Personen, die mit einer Fahrkarte fahren. Bei oberirdischen Einstiegspunkten, insbesondere Bushaltestellen, wo solche Automaten nicht praktikabel sind, bieten fahrzeuggebundene Anlagen eine Alternative.
Besonders wirtschaftlich sind Fahrkartenkontrollen beim Betreten des Verkehrsmittels, wo ohnehin Sicherheitskontrollen nötig sind, wie im Flugverkehr oder im Eurostar-Zugverkehr durch den Eurotunnel. Ebenso kann die Kontrolle vom Personal durchgeführt werden, das ohnehin zur Bedienung der Fahrgäste, so auf Ausflugsschiffen mit Bewirtung, mitfährt.

### Während der Fahrt
Fahrkartenkontrollen während der Fahrt finden entweder regelmäßig oder stichprobenartig statt, wobei im Zugverkehr der Deutschen Bahn wegen des höheren Personalaufwandes regelmäßige Kontrollen Verkehrsmitteln mit höheren Fahrpreisen wie Fernverkehrszügen vorbehalten sind, aber auch der Nahverkehrszug wird meist von Bahnpersonal (Schaffner) begleitet. In Zügen des Fernverkehrs der DB werden Fahrkarten nicht nur mit einem Zangenabdruck versehen, gleichzeitig wird in die Karten auch ein kleines Loch gestanzt (vgl. Abbildung im Abschnitt Entwertung).

#### Kontrolle mit Kaufmöglichkeit
Für Bahnunternehmen kann es günstiger sein, Fahrkarten im Nahverkehrszug zu verkaufen, als an allen Haltepunkten Fahrkartenautomaten oder -verkaufsstellen zu betreiben. Ebenso sind in Fernverkehrszügen (ICE, InterCity, EuroCity) regelmäßige Kontrollen mit der Möglichkeit des nachträglichen Fahrkartenkaufs verbunden. Hierbei steht nicht im Vordergrund, Schwarzfahrer zu entdecken, sondern bei allen Fahrgästen den Fahrkartenkauf sicherzustellen bzw. zu ermöglichen, was auch einen Service des Verkehrsunternehmens darstellt (etwa für Fahrgäste, die spontan in einen Fernzug einsteigen). Der Servicegedanke dürfte ebenfalls bei der Fahrkartenkontrolle auf Ausflugsschiffen im Vordergrund stehen.
Wenn genügend Kaufmöglichkeiten vor der Fahrt existieren, sind allerdings während der Fahrt gekaufte Fahrkarten manchmal teurer als im Vorverkauf, insbesondere, wenn der Fahrgast noch gar keine Fahrkarte hat, also nicht nur eine Anschlussfahrkarte (zur Verlängerung der Beförderung) oder Übergangsfahrkarte (bei Benutzung einer teureren Zug- oder Wagenklasse) benötigt. Dieser Aufpreis soll den Mehraufwand für das Personal ausgleichen, das die Fahrkarten verkauft, und außerdem den Kauf während der Fahrt für Fahrgäste weniger attraktiv machen, weil für das Verkehrsunternehmen das Risiko besteht, nicht alle fahrkartenlosen Fahrgäste während der Fahrt kontrollieren bzw. bedienen zu können.
Juristisch sind die Fahrgäste zur Mitwirkung bei dieser regelmäßigen Form der Kontrolle verpflichtet, indem sie sich auf die Frage des Schaffners „Noch zugestiegen? Die Fahrscheine bitte.“ (aber erst hierauf) bemerkbar machen, um nicht Betrug zu begehen.

#### Kontrolle ohne Kaufmöglichkeit
In Omnibussen, Straßenbahnen, S- und U-Bahnen werden stichprobenartige Kontrollen durchgeführt. Wegen der geringen Wahrscheinlichkeit, durch eine solche Kontrolle als fahrkartenloser Fahrgast entdeckt zu werden, kommt die Möglichkeit des nachträglichen Fahrkartenkaufs dabei nicht in Betracht, auch nicht zu erhöhten Preisen. Selbst das von Schwarzfahrern verlangte „erhöhte Beförderungsentgelt“ (üblicherweise doppelter Fahrpreis, mindestens aber 60 €) ist nur als erste Sanktion zu sehen, die mit der Feststellung der Personalien zwecks Identifikation von Wiederholungstätern und gegebenenfalls Einleitung weiterer rechtlicher Schritte einhergeht. Es ist daher inzwischen nicht mehr üblich oder möglich, das Schwarzfahren mit dem sofortigen Bezahlen des erhöhten Beförderungsentgelts beim Kontrolleur abzugelten. Umgekehrt ist der Kontrolleur auch nicht berechtigt, das erhöhte Beförderungsentgelt sofort in bar vom Schwarzfahrer zu verlangen, was aber in betrügerischer Absicht bisweilen dennoch von „selbsternannten“ Fahrkartenprüfern geschieht. Daher wurde auf bargeldlose Zahlung übergegangen.
So lange es wegen Schwarzfahrens zu keiner Strafverfolgung kommt, bleiben die zivilrechtlichen Forderungen je nach Entdeckungshäufigkeit niedriger als die nicht gezahlten Beförderungsentgelte. Dies legt den Gedanken an eine „Schwarzfahrerversicherung“ nahe, die gegen eine Prämie, die niedriger als der Fahrpreis wäre, diese zivilrechtlichen Forderungen übernehmen könnte. Werden solche Versicherungen privat organisiert und in begrenztem Umfang (sowohl lokal als auch hinsichtlich der Kapitalausstattung) angeboten, können aber Verkehrsunternehmen mit kurzfristig verstärkten Kontrollen dagegen angehen. Solche Flexibilität ist insbesondere möglich, wenn externe Firmen die Kontrolle durchführen; was umso eher geschieht, als sie ohne die Servicefunktion des nachträglichen Fahrkartenverkaufs nicht mehr als Bestandteil der Beförderungsdienstleistung angesehen wird. Als Anreiz für die externen Kontrolleure können diese eine Provision (Kritiker sprechen von einem Kopfgeld) pro festgestelltem Schwarzfahrer erhalten, wie DB-Schaffner auch für im Zug verkaufte Fahrkarten.
Eine Kontrolle ohne Kaufmöglichkeit ist nur gerechtfertigt, wenn die Fahrkarte beim oder vor dem Betreten des Verkehrsmittels gekauft werden kann. In Bussen und Straßenbahnen besteht die Möglichkeit des Kaufs direkt beim Fahrer oder an einem im Fahrzeug installierten Automaten, früher auch eine Entwertung von (im Vergleich zu Einzelfahrkarten günstigeren) Mehrfachfahrkarten (sog. Streifenkarten). Heute sind beim Fahrer meist nur teurere Einzelfahrkarten erhältlich, um Reisende von dieser Art des Kaufs abzuhalten, die das Fahrpersonal von der pünktlichen Tätigkeit abhält. Zuvor gekaufte Einzel- oder Mehrfachfahrkarten müssen unmittelbar nach dem Einstieg selbst entwertet werden. Mit diesen Optionen kann sich kein Fahrgast darauf berufen, der Fahrkartenkauf sei unmöglich gewesen.

##### Kontrolle in Alltagskleidung
Um zu vermeiden, dass Fahrkarten erst bei Präsenz eines Kontrolleurs entwertet werden, können die Entwerter
- bei Benutzung einen Ton abgeben, der den Kontrolleur auf „just-in-time“ entwertende Schwarzfahrer aufmerksam macht, oder
- die Zeit der Entwertung auf die Fahrkarte aufdrucken.

Beides ist durchführbar, wenn die Kontrolleure in Alltagskleidung zusteigen und vom Fahrer erkannt werden, der dann die Entwerter (und evtl. Fahrkartenautomaten) abschaltet. Solche Überprüfungen werden mit mehreren Kontrolleuren gleichzeitig durchgeführt, um in der kurzen Zeit zwischen zwei Stationen die Kontrolle abzuschließen bzw. bevor eventuelle Schwarzfahrer das Verkehrsmittel verlassen können.

### Beim Verlassen des Verkehrsmittels
Eigene Kontrollen sind unnötig, wenn das Entgelt nach erfolgter Beförderung vor dem Verlassen des Verkehrsmittels bezahlt wird, wie im Taxi. Allerdings stellt sich der Umgang mit zahlungsunwilligen Fahrgästen dann ähnlich dar wie der Umgang mit Schwarzfahrern bei einer Kontrolle.
Auf Binnenschiffen werden die Fahrkarten, die erst an Bord gekauft werden, beim Verlassen des Schiffes kontrolliert. Wegen der geringen Zahl von Anlegestellen hat der Verkäufer/Kontrolleur außerdem oft einen Überblick über die Zahl der Fahrgäste, die an einer bestimmten Anlegestelle aussteigen müssen, und kann so heimliches Weiterfahren unterbinden.
In Deutschland sind Bahnfahrkarten bisweilen auch nach dem Verlassen des Zuges aufzubewahren, wenn in der jeweiligen Station ein fahrkartenpflichtiger Bereich ausgewiesen ist, da sie als Berechtigungsnachweis zum Aufenthalt in dieser Zone dienen und insoweit von Bahnbediensteten kontrolliert werden können. Alternativ muss(te) eine Bahnsteigkarte gelöst werden.

## Entwertung
Eine Fahrkarte kann bei einer Kontrolle nicht einbehalten werden, wenn sie im weiteren Verlauf der Fahrt nochmals kontrolliert werden muss, sei es in einem anderen Zug oder nach einem Personalwechsel im selben Zug. Deshalb, oder weil sie noch beim Fahrgast verbleiben soll, wird durch Entwertung sichergestellt, dass eine Fahrkarte nicht noch für eine weitere Fahrt nach Ablauf ihrer Gültigkeit genutzt werden kann.

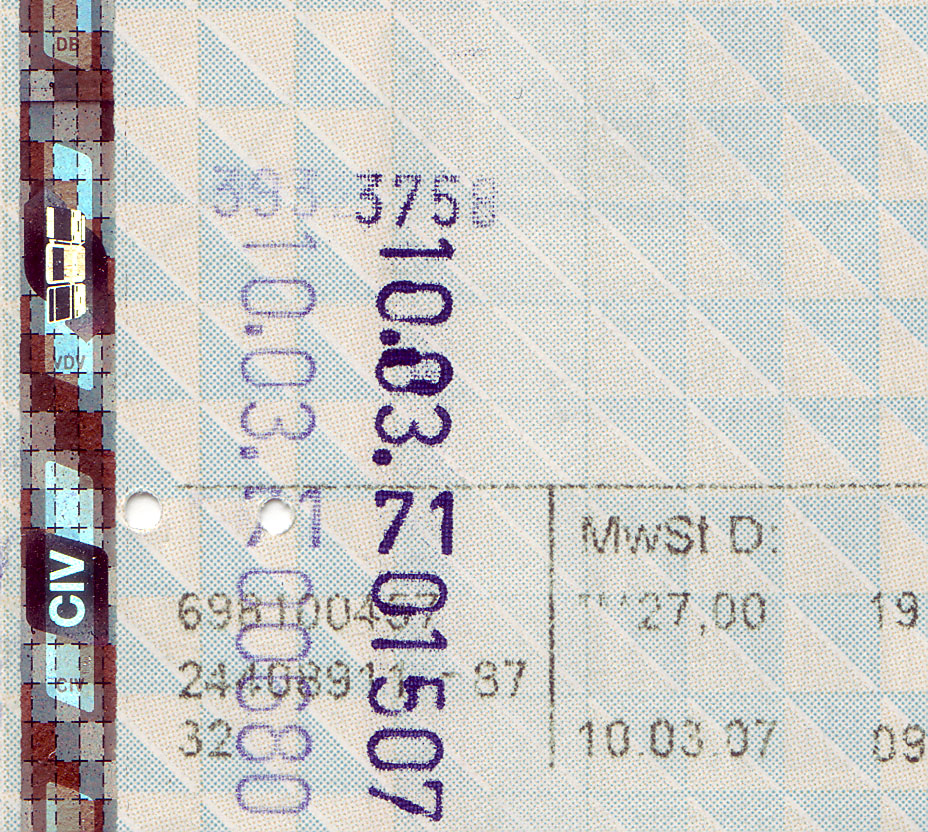
Entwertung durch Zangenabdruck

Die einfachste Form der Entwertung ist das Einreißen oder Lochen der Fahrkarte, während das Abreißen eines speziell dafür perforierten Teils (Abriss) schon mehrere Stufen der Entwertung ermöglicht:
- Eine Rückfahrkarte kann zwei Abrisse für Hin- und Rückfahrt haben.
- Ein Abriss kann anzeigen, dass eine Fahrkarte zum vollen Preis verkauft wurde; im Falle einer Ermäßigung wird dieser beim Verkauf abgerissen, so dass ein späterer Kontrolleur die Ermäßigung erkennen und ihre Berechtigung (so durch einen Schülerausweis) überprüfen kann.

Noch mehr Information geht aus einer Entwertung hervor, die durch einen Entwerterstempel (Selbstentwertung durch den Fahrgast) oder Zangenabdruck (durch einen Schaffner) vorgenommen wurde. Das darin enthaltene Datum dokumentiert den Reiseantritt und die Fahrkarte gilt von da an eine bestimmte Zeitspanne (etwa zwei Tage für eine Zugreise). In Verkehrsverbünden, deren Tarifgebiet in Zonen (oder „Waben“) eingeteilt ist, legt der Stempel auch die räumliche Gültigkeit fest (beispielsweise drei Zonen inkl. der Einstiegszone).
Streifenkarten sind Mehrfachfahrkarten mit z. B. 20 Streifen, wovon beim Einstieg eine gewisse Anzahl abgestempelt werden muss. Auf diese Weise wird die Höhe des gezahlten Beförderungsentgeltes durch die Position des Entwertungsstempels festgelegt, die Streifen werden sozusagen wie Bargeld verbraucht.

## Fahrkartenkontrollen in der Kunst
Situationen, in denen ein Fahrgast einem (vermeintlichen oder wirklichen) Schwarzfahrer bei einer Fahrkartenkontrolle zur Seite springt, finden sich u. a. im Kinderroman Emil und die Detektive und im Film Bitter Moon. Im Roman Fünf falsche Fährten von Dorothy L. Sayers beruht ein Alibi auf der Fälschung von Zangenabdrücken der Fahrkartenkontrolleure im Zug.
Wohl wegen der vielen strittigen Fragen ranken sich um die Fahrkartenkontrolle einige Erzählungen, die als moderne Mythen gelten können, so in Büchern von Rolf Wilhelm Brednich die Mythen Der Punker in der U-Bahn und Bimbo. Beide Ideen (Aufessen der Fahrkarte und Ausländerfeindlichkeit) finden sich kombiniert im Kurzfilm Schwarzfahrer; eine Strophe über Bimbo ist auch in einem Lied der Gebrüder Blattschuss aus den 1980er-Jahren enthalten.
Eine Filmszene aus dem US-amerikanischen Abenteuerfilm Indiana Jones und der letzte Kreuzzug: Als der Protagonist in einem Zeppelin nach einem Faustkampf einen seiner Nazi-Verfolger aus dem Fluggerät wirft, wirken die anderen Passagiere völlig schockiert. Um die Situation zu beruhigen, gibt sich Jones als Fahrkartenkontrolleur aus, der soeben einen Schwarzfahrer aus dem Fenster geworfen hat (Jones, auf das offene Fenster zeigend: „Keinen Flugschein!“ – in der dt. Synchronisation – in der Originalfassung „No Ticket!“). Eine Persiflage der Szene gab es im Film Dogma an Bord eines Zuges. In Lola rennt beginnt das Schicksal in der U-Bahn Berlin.
Bekannte Lieder sind Mensch Meier von Ton Steine Scherben auf dem Album Keine Macht für Niemand und der Kontrolletti-Tango im Musical Linie 1.